# Lipník nad Bečvou
Lipník nad Bečvou là một thị trấn thuộc huyện Přerov, vùng Olomoucký, Cộng hòa Séc.